# Neuvaine de la grâce

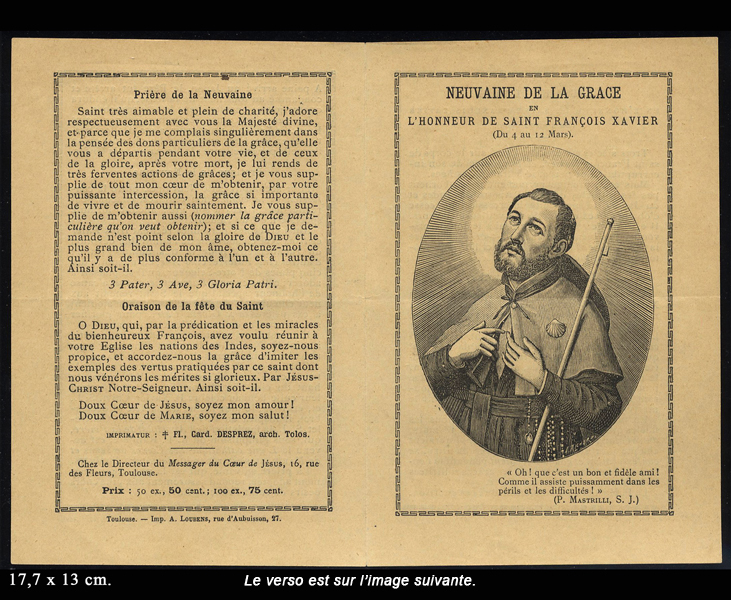

La neuvaine de la grâce est une dévotion populaire annuelle propre au catholicisme consistant à prier neuf jours consécutifs -  du 4 au 12 mars - pour obtenir une faveur ou grâce particulière, par l’intercession de François Xavier. Cette semaine fut choisie en mémoire de la canonisation de François Xavier et d'Ignace de Loyola (le 12 mars 1622).

## Origine et histoire
En 1633, onze ans après la canonisation de François Xavier, un jeune prêtre jésuite de Naples, Marcello Mastrilli, avait fait le vœu de demander à être affecté à la mission du Japon, alors considérée comme la plus difficile et dangereuse. La persécution des chrétiens y faisait rage et était accompagnée de sévices et tortures atroces. La nouvelle de l’apostasie, sous la torture du Tsurushi, du missionnaire jésuite Cristóvão Ferreira, avait choqué l’Europe chrétienne et relancé les vocations missionnaires auréolées alors d’un désir d’expiation.  Marcello Mastrilli était un d'eux.   
En attente d’un passage pour le Japon Mastrilli organise la fête de l'Immaculée Conception au collège de Naples. À la fin de cette fête il est victime d’un grave accident à la tête qui le laisse aux portes de la mort pendant plusieurs jours. Il a alors une vision de saint François-Xavier qui l’invite à  renouveler son vœu missionnaire. Le saint aurait ajouté :   « Tous ceux qui implorent mon aide chaque jour, pendant neuf jours consécutifs, du 4 au 12 mars, et reçoivent dignement les sacrements de Réconciliation et de l’Eucharistie connaîtront ma protection et peuvent espérer avec pleine assurance obtenir de Dieu toute grâce demandée pour le bien de leur âme et la gloire de Dieu. »
La vision disparait, et le père Mastrilli est entièrement guéri. Fidèle à sa promesse, il part pour le Japon à la tête d’un groupe de trente-trois jésuites. Arrêté peu après son arrivée au Japon il subit le même supplice du Tsurushi et en meurt (17 octobre 1637). Cependant, avant de partir pour le Japon, le père Mastrilli, dont le rétablissement complet avait fort surpris, avait fait connaitre les promesses de Saint François-Xavier.  
Commençant comme dévotion privée la neuvaine de prières devient publique à Naples et, comme le saint apôtre de l’Orient lui-même tenait ses promesses de faveurs et grâces accordées, la neuvaine croît en popularité et importance, particulièrement dans les églises dédiées à saint François-Xavier. Elle prend de l’ampleur et est accompagnée de sermons et de messes, ainsi à Malines (1660), Lisbonne (1665). Saragosse (1670), Barcelone (1671), Madrid (1676) Paray-le-Monial (1692), etc. Plusieurs papes l’approuvent et lui attachent des indulgences : Clément XIII en 1759, Pie VI en 1783, Léon XIII en 1898 et Pie X en 1904.     
En certains endroits la neuvaine est célébrée en préparation à fête liturgique de saint François Xavier et se déroule du 24 novembre au 2 décembre, la fête même étant le 3 décembre.

## Prière de la neuvaine
La prière traditionnellement dite lors de la neuvaine est la suivante : 
" Saint très aimable et plein de charité, Saint François-Xavier, j’adore respectueusement avec vous la Majesté Divine, et parce que je me complais singulièrement dans la pensée des dons éminents de grâce qu’Elle vous a départis pendant votre vie, et de gloire après votre mort, je Lui en rends les plus ferventes actions de grâces, et je vous supplie, de tout mon cœur, de m’obtenir par votre puissante intercession la grâce si importante pour moi de vivre et de mourir saintement ; je vous supplie de m’obtenir aussi… (ici on mentionne la grâce spirituelle ou temporelle que l’on désire obtenir)
Mais, si ce que je vous demande n’est point selon la Gloire de Dieu et le plus grand bien de mon âme, obtenez-moi ce qu’il y a de plus conforme à l’un et à l’autre.
Ainsi soit-il.
Il est coutume d’ajouter aussi :
- V. : Priez pour nous, Saint François-Xavier.

- R. : Afin que nous soyons rendus dignes des promesses de Notre-Seigneur Jésus-Christ.

O Dieu qui, par la prédication et les miracles de Saint François-Xavier, avez réuni à Votre Eglise les nations des Indes, accordez-nous, nous Vous en supplions, que, vénérant ses glorieux mérites, nous imitions aussi l’exemple de ses vertus, nous Vous le demandons par Jésus-Christ Notre-Seigneur.
Ainsi soit-il ! "
Sont dits alors: 5 Notre Père, 5 Je vous salue, Marie, et 5 Gloire au Père.